# Chiesa di Sant'Antonio Abate (Ferrara)
La chiesa di Sant'Antonio abate, è un luogo di culto cattolico sito all'angolo fra via Saraceno e via Cavedone a Ferrara.

## Storia
Fu costruita nel XIV secolo dai frati di Vienne, la cittadina francese dove nel XI secolo erano state trasportate le reliquie del Santo dall'Oriente. Si sa che nel 1410 era già priorato.
Nel 1584  venne restaurata e modificata, nel 1796 venne soppressa come molte altre chiese (era il periodo di dominazione francese) ma poi venne riconsacrata e nel 1864 ed il 1866 venne restaurata con un intervento che modificò ampiamente il suo aspetto. Venne rifatta la facciata dall'architetto Antonio Tosi Foschini in stile neogotico. Intervennero vari artisti locali nei lavori sia interni che esterni, e solo il coro, risalente al XV secolo rimase quasi inalterato.

## Descrizione
L'interno mostra linee gotiche con vele e costoloni di grande pregio e conserva lo stile ogivale barocco. Nell'insieme è un buon esempio dell'architettura sacra ferrarese medievale.
Lungo la facciata di via Cavedone è presente un'edicola risalente al XVII secolo raffigurante la Crocifissione, opera di Francesco Robbio, restaurata nel 2000 dalla Ferrariae Decus.

## Parrocchia
La chiesa di Sant'Antonio abate è una chiesa sussidiaria che rientra nella parrocchia di San Gregorio Magno.